# Zwód Goryńskiego
Zwód Goryńskiego (II statut mazowiecki) – zbiór dawnego prawa mazowieckiego.
Po pierwszej nieudanej próbie kodyfikacji prawa mazowieckiego (Zwód Prażmowskiego) szlachta Mazowsza podjęła prace nad kolejną. Sejm mazowiecki z roku 1536 opracował drugi projekt przygotowany przez komisję, której przewodniczył Piotr Goryński (wojewoda mazowiecki i vicesgerent od 1535 r.) – od jego nazwiska pochodzi nazwa zbioru. Zawierał on prawa zwyczajowe i statuty książąt mazowieckich z lat 1377–1526 (aż do aktu wcielającego Księstwo Mazowieckie do korony), dekrety i przywileje wydane dla Mazowsza przez króla Zygmunta I oraz konstytucję piotrkowską z 1538 r. W nowej wersji usunięto braki poprzedniego zestawienia; usunięto sprzeczne artykuły, ulepszono redakcję i układ (choć wciąż zachowano zestawienie chronologiczne) oraz dodano nieco nowych materiałów. Projekt został zatwierdzony przez króla Zygmunta Starego 17 stycznia 1540 r. W 1541 r. został wydany drukiem przez Hieronima Wietora w Krakowie. Zwód Goryńskiego był podsumowaniem dotychczasowej ewolucji prawa mazowieckiego podczas okresu samodzielności Mazowsza, oraz przejawem zachowywania przez Mazowsze odrębności w stosunku do innych dzielnic. Obowiązywał przez ponad ćwierć wieku do czasu przyjęcia przez szlachtę mazowiecką prawa koronnego i wprowadzenia tzw. Except mazowieckich.